# Esteban González Pons
Esteban González Pons, né le 21 août 1964 à Valence, est un homme politique espagnol membre du Parti populaire (PP).
Sénateur entre 1993 et 2003, il est porte-parole du groupe sénatorial du PP à partir de 1999. Il est nommé au conseil de la Généralité valencienne en 2003, sous la présidence de Paco Camps et exerce plusieurs responsabilités exécutives. En 2007, il est élu au Parlement valencien où il devient porte-parole du groupe PP.
Aux élections législatives de mars 2008, il se fait élire au Congrès des députés, avant d'être nommé vice-secrétaire général du PP, chargé de la Communication. Muté en 2011 au poste de vice-secrétaire général aux Études et aux Programmes, il est élu député européen en 2014.

## Biographie

### Formation et vie professionnelle
Il est titulaire d'une licence de droit de l'université de Valence, où il obtient en 1990 un doctorat de droit constitutionnel. Il y enseigne ensuite cette matière, tout en exerçant la profession d'avocat.

### Un très jeune sénateur
Lors des élections générales anticipées du 6 juin 1993, âgé de seulement 29 ans et militant du Parti Populaire, il se présente pour un mandat de sénateur dans la province de Valence. Lors du scrutin, il totalise 488 260 voix, ce qui lui accorde le troisième meilleur résultat et assure son élection. Pour ce premier mandat, il siège à la commission constitutionnelle, à la commission de la Justice, à la commission du Règlement et à la commission spéciale pour la Jeunesse.
Il se représente aux élections anticipées du 3 mars 1996. En remportant 570 870 suffrages, il se hisse à la deuxième place. Il devient porte-parole adjoint du groupe PP, premier secrétaire de la commission constitutionnelle, jusqu'en 1997, et membre de députation permanente, de la commission de la Justice, de la commission générale des communautés autonomes et de la commission spéciale pour l'Étude de la réforme constitutionnelle du Sénat.
Chargé de la présidence de la commission spéciale pour les Réseaux informatiques entre 1998 et 1999, il est choisi le 3 février 1999 pour occuper les fonctions de porte-parole du groupe PP, à 34 ans. Il prend ainsi la succession de Pío García-Escudero.
Il remporte sans difficulté un troisième mandat sénatorial au cours des élections générales du 12 mars 2000, avec un résultat de 638 305 voix. Il conserve son poste de porte-parole de groupe parlementaire, tout en appartenant à la députation permanente, à la commission de la Société de l'information et de la connaissance, à la commission générale des communautés autonomes, à la commission du Règlement et à la commission des Nominations.

### Conseiller de la généralité valencienne
Il démissionne de son mandat parlementaire le 20 juin 2003. Le lendemain, Esteban González Pons est nommé conseiller à la Culture, à l'Éducation et aux Sports du conseil de la Généralité valencienne, désormais présidé par Paco Camps.
Lors du remaniement du 27 août 2004, il est déplacé pour prendre le poste de conseiller aux Relations institutionnelles et à la Communication, directement rattaché à la présidence. Il le conserve jusqu'au remaniement du 30 mai 2006, quand il est désigné conseiller au Territoire et au Logement.
Il se présente ensuite à l'élection régionale du 27 mai 2007 et est élu député de la province de Valence au Parlement valencien. À l'ouverture de la législature le 14 juin suivant, il est choisi pour être le nouveau porte-parole du groupe du Parti populaire de la Communauté valencienne (PPCV), qui détient la majorité absolue.

### Vice-secrétaire général du PP
Il exerce cette responsabilité moins d'un an. Il est en effet investi tête de liste du PP dans la province de Valence pour les élections législatives du 9 mars 2008, remplaçant Eduardo Zaplana. Élu au Congrès des députés, il devient en juillet suivant vice-secrétaire général du parti, chargé de la Communication.
Il est réélu parlementaire aux élections législatives du 20 novembre 2011 et nommé vice-secrétaire général, chargé des Études et des Programmes en février 2012. Il est remplacé à ce poste par Andrea Levy en juin 2015.

### Député européen
À l'approche des élections européennes du 25 mai 2014, il est investi en deuxième place sur la liste conduite par le ministre de l'Agriculture Miguel Arias Cañete. Il est donc élu au Parlement européen le jour du scrutin.

### Publications
Il est l'auteur du livre "Camisa Blanca" (2011) aux éditions Rufaza Show.